# The New York Hat
The New York Hat é um filme mudo de 1912 norte-americano em curta-metragem, do gênero dramático, dirigido por D.W. Griffith, com roteiro de Anita Loos, estrelado por Mary Pickford, Lionel Barrymore e Lillian Gish.

## Elenco
- Mary Pickford
- Charles Hill Mailes
- Kate Bruce
- Lionel Barrymore
- Alfred Paget
- Claire McDowell
- Mae Marsh
- Clara T. Bracy
- Madge Kirby
- Lillian Gish
- Jack Pickford
- Robert Harron
- Gertrude Bambrick (não creditado)
- Kathleen Butler (não creditado)
- John T. Dillon (não creditado)
- Dorothy Gish (não creditado)
- James Kirkwood (não creditado)
- Adolph Lestina (não creditado)
- Walter P. Lewis (não creditado)
- Marguerite Marsh (não creditado)
- W. C. Robinson (não creditado)
- Mack Sennett